# Geoffrey Browne, 3. Baron Oranmore and Browne
Geoffrey Henry Browne, 3. Baron Oranmore and Browne, 1. Baron Mereworth, KP, KStJ, PC (I), DL, JP (Geburtsname: Geoffrey Henry Browne-Guthrie; * 6. Januar 1861; † 30. Juni 1927) war ein britischer Peer und Politiker.

## Leben

### Familiäre Herkunft undIrish Representative Peer
Browne war der einzige Sohn von Geoffrey Guthrie-Browne, 2. Baron Oranmore and Browne und dessen Ehefrau Christina Guthrie. Nach dem Schulbesuch absolvierte er seinen Militärdienst im 4. Bataillon der Royal Scots Fusiliers und wurde zuletzt zum Lieutenant befördert. Danach folgte ein Studium am Trinity College der University of Cambridge, das er 1883 mit einem Bachelor of Arts (B.A.) abschloss. Ein darauf folgendes postgraduales Studium am Trinity College der University of Cambridge beendete er 1886 als Master of Arts (M.A.). In der Folgezeit war er als Friedensrichter (Justice of the Peace) für Ayrshire sowie das County Mayo tätig und wurde 1890 High Sheriff des County Mayo. Des Weiteren war er zeitweise Deputy Lieutenant (DL) des County Mayo.
Beim Tod seines Vaters erbte Browne, der auch Knight of Justice des Order of Saint John (KStJ) war, am 15. November 1900 den Titel als 3. Baron Oranmore and Browne der am 14. Mai 1836 für seinen Großvater Dominick Browne in der Peerage of Ireland geschaffen worden war. Nachdem Reymond de Montmorency, 3. Viscount Frankfort de Montmorency am 7. Mai 1902 verstorben war, wurde er 11. Juli 1902 als dessen Nachfolger zum Representative Peer gewählt und gehörte damit zu den 28 Personen die nach dem Act of Union 1800 den irischen Erbadel im Oberhaus vertraten. Er gehörte zwischen Juli 1916 und März 1918 der Irish Convention, einer Versammlung in Dublin, die sich nach dem Osteraufstand 1916 mit der Frage des politischen Status Irlands (Irish Question) im Rahmen der britischen Selbstverwaltung (Home Rule) beschäftigte.
Browne, der 1918 auch Ritter von St. Patrick (KP) wurde, fungierte 1919 als Mitglied des Congested Districts Board for Ireland, einer vom damaligen Irlandminister Arthur James Balfour eingerichteten Kommission zur Bekämpfung von Armut und Überbevölkerung im Westen und Teilen des Nordwestens von Irland. Nach der Verabschiedung des Irischen Selbstverwaltungsgesetzes (Government of Ireland Act) 1920 wurde er 1921 Mitglied des Oberhauses (Senate) des Parlaments von Südirland (Parliament of Southern Ireland). Da dieses wie das Unterhaus von den irischen Nationalisten boykottiert, so dass sich nur 15 von 61 Mitgliedern versammelten. Im Gegensatz zum Unterhaus fanden allerdings zwei weitere Senatsversammlungen statt, bevor er durch Schaffung des irischen Freistaates 1922 aufgelöst wurde. Des Weiteren wurde er 1921 auch Mitglied des Privy Council von Irland (PC (I)).

### Baron Mereworth, Ehe und Nachkommen
Durch ein Letters Patent vom 19. Januar 1926 wurde er zum Baron Mereworth, of Mereworth Castle, in the County of Kent, in der Peerage of the United Kingdom erhoben und gehörte damit aufgrund eigenen Rechtes als Erbadeliger (Hereditary Peer) dem House of Lords an. Am 7. Juni 1927 erlitten er und seine Frau einen Autounfall in Southborough, bei dem seine Frau sofort verstarb, während er knapp drei Wochen später verstarb.
Geoffrey Henry Browne heiratete am 2. Januar 1901 Olwen Verena Ponsonby, eine Tochter des späteren 8. Earl of Bessborough, Edward Ponsonby, und dessen Ehefrau Blanche Guest. Aus dieser Ehe gingen zwei Söhne und zwei Töchter hervor. Sein ältester Sohn Dominick Geoffrey Edward Browne, der nach seinem Tode die Titel als 4. Baron Oranmore and Browne und 2. Baron Mereworth erbte. Seine älteste Tochter Kathleen Marcia Browne war mit Cotterell Boughton Mordaunt-Smith, einem Major des Welch Regiment. Seine zweite Tochter Christine Louise Beatrix Browne verstarb bereits im Alter von elf Monaten am 15. Februar 1910. Sein jüngerer Sohn war Geoffrey Charles Myles Browne.